# Synichotritia parvipilosa
Synichotritia parvipilosa är en kvalsterart som beskrevs av Wojciech Niedbała 2002. Synichotritia parvipilosa ingår i släktet Synichotritia och familjen Synichotritiidae. Inga underarter finns listade i Catalogue of Life.